# محمد ناجي (لاعب كرة قدم سعودي)
محمد ناجي أبو عايد (مواليد 30 أكتوبر 1993) هو لاعب كرة قدم سعودي يلعب حاليًا في نادي أبها.

## مسيرة اللاعب
كانت بداياته مع نادي رضوى وإنتقل إلى نادي أحد عام 2016 و انتقل إلى نادي الجيل في عام 2018 و انتقل إلى نادي الفتح في عام 2019 و انتقل إلى نادي الباطن في عام 2021 وانتقل إلى نادي أبها في عام 2023.

## وصلات خارجية
- محمد ناجي أبو عايد على موقع قاعدة بيانات كرة القدم.إي يو (الإنجليزية)
- محمد ناجي أبو عايد على موقع Soccerway.com (الإنجليزية)
- محمد ناجي أبو عايد على موقع كووورة